# Rōkyoku
Le rōkyoku (浪曲), aussi appelé naniwa bushi (浪花節), est un genre de chant narratif traditionnel japonais. Généralement accompagné d'un shamisen, le rōkyoku est devenu très populaire au Japon au cours de la première moitié du XXe siècle.
Dans l'argot moderne japonais, le terme naniwa bushi est parfois utilisé pour désigner une « histoire à sanglots » puisque les chansons portent souvent sur des sujets tristes.

## Interprètes notables
- Takeharu Kunimoto
- Kumoemon Tōchūken
- Yoshida Naramaru
- Haruo Minami
- Hideo Murata
- Ichirō Satsuki